# Meola Creek
Meola Creek (en anglais : Meola Creek) est un cours d'eau de la région d’Auckland dans l’Île du Nord de la Nouvelle-Zélande.

## Géographie
Meola Creek est situé dans un bassin de drainage intégré au réseau d’eaux pluviales No #1 du réseau de drainage d’Auckland City. Le bassin  consiste en une large vallée naturelle, qui court en descendant des pentes nord-est du mont Albert (en) dans le nord de la banlieue d’Owairaka, au nord de la route de Mt Albert Road. La section supérieure de Meola Creek s’écoule le long de la limite de collège de Westerspring (en) et à travers la Réserve de Kerr-Taylor. La zone autour de la Meola creek  est le siège d’une combinaison de secteurs résidentiels, commerciaux et d’activités de loisirs, qui résultent du fait que le ruisseau est entièrement canalisé au niveau du parcours de golf du Parc Chamberlain mais fortement contaminé par la pollution urbaine telle que le zinc et le plomb.
Meola Creek se draine dans le milieu de l’estuaire  de Waitematā Harbour, sur la partie basse de l’isthme d’Auckland. Ce secteur a une des plus longues histoires de l’urbanisation dans la région d’Auckland. Cette zone autour de l’estuaire est en fait une plaine d’inondation, dont la plus grande partie a été convertie en parcs et zones de jeux. Heureusement une bonne portion de la forêt de mangrove reste intacte. Te Tokaroa, le (récifs de Meola (en)) près du Point Chevalier forme la partie nord d’un long flot de lave de 10 km provenant du volcan du Mount Saint John (en) qui s’écoula dans l’étroite vallée de la crique. Le récif s’étend sur plus de 2 km à travers le mouillage de Waitematā

## Histoire
Les Māori du coin nomment la crique Waititiko, signifiant l'eau des bigorneaux (water of the periwinkles). Les colons européens ensuite la renommèrent : Meola Creek, probablement d’après le nom d'un glacier d’Inde (en) près duquel Allan Kerr Taylor (en) était né et avait vécu jusqu’à l’âge de 8 ans. La famille Kerr Taylor vivait en effet près de la source de Meola Creek dans une maison de style hindou appelée Alberton, une des maisons historiques les plus réputées de la Nouvelle-Zélande. À la période pré-Maori, la plupart du secteur était constituée de marais et en fait, la banlieue de  Sandringham située à proximité était dénommée Cabbage Tree Swamp et ce, jusqu’au milieu du XIXe siècle. À la suite de l’installation des colons européens, la plupart de la zone autour de la creek resta des marais couverts d'ajoncs ou gorse jusqu’à ce qu’ils soient finalement drainés et convertis en terrain de jeux pour l’école en 1953.
En 2006, une loutre Asiatique appelée Jin fit la une des journaux nationaux en s’échappant du  parc zoologique d'Auckland descendant à la nage la crique Meola en profitant de la marée descendante et ensuite dans le mouillage de Waitemata Harbour. La loutre fugitive fut plus tard recapturée sur île Motutapu dans le golfe de Hauraki.

## Menaces
Des analyses chimiques et biologiques récentes portant sur la qualité de l’eau et sur les sédiments indiquent que Meola Creek est dans une condition médiocre. La canalisation de la rivière et la pollution ont mis dans des conditions précaires son biotope et ses caractères hydrologiques fondamentaux. Les polluants tels que les métaux lourds et les résidus  pétrochimiques entrent dans la crique via plusieurs voies de drainage des  eaux pluviales tout le long de la creek de Meola. À cause de cette situation dans une zone lourdement urbanisée il y a un pourcentage élevé de  surfaces imperméabilisées telles que des routes, des parkings et des bâtiments, estimés à 94 % de la surface de drainage - formant tous des milieux idéaux pour canaliser les contaminants dans les égouts de la ville.
La creek reçoit aussi une quantité significative de sédiments via le drainage des excès d’eau du sol en particulier des aires de jeux des écoles ainsi que des glissements de terrain causés par l’érosion. Durant les périodes de fortes pluies combinée avec les eaux usées  les égouts drainant l’eau de pluie peuvent souvent déborder, déchargeant les excréments humains directement dans la creek.
Les problèmes, toutefois, ne sont pas confinés à la creek – à l’intérieur du secteur du Meola Reef siégeant  dans Waitematā Harbour, à la fois, les taux du zinc et du  plomb ont atteint le niveau d’alerte, ce qui signifie que la communauté des animaux benthiques (e.g., coquillages et autres invertébrés logeant dans les sédiments) a été sérieusement impactée. Les métaux lourds comme le zinc peuvent persister dans l’environnement
aquatique pendant une période de temps considérable, en particulier dans les sédiments. En conséquence, les métaux peuvent s’accumuler dans les tissus des organismes benthiques et ceux de leurs prédateurs jusqu'à un niveau trophique plus élevé dans la chaîne alimentaire. Le zinc a aussi été démontré comme toxique pour les  plantes aquatiques. Chez les poissons nés dans une eau contenant du zinc, il peut perturber la régulation ionique, altérer les tissus des branchies entrainant une hypoxie. Combien de cela peut-il être attribué à la pollution industrielle de la période historique n’est pas connu Ce que l’on sait, c’est qu’il y a eu une augmentation significative de l’entrée du zinc dans cet environnement  depuis les années 1950 – la période où la peinture galvanisée a commencé à être utilisée pour la couverture des toitures dans cet zone de drainage intensément urbanisée. En particulier, les toitures industrielles se sont avérées avoir un taux de zinc significativement plus élevé que les autres sources urbaines.